# Planieren (Fertigungsverfahren)
Planieren ist das Bearbeiten einer Werkstücks mit dem Ziel, jenes gleichmäßig flach (planar) zu machen, im Speziellen zwischen zwei ebenen Werkzeugflächen, aber auch andere Verfahren. Planieren bezieht sich auf die Werkstückgeometrie, nicht aber auf die Oberfläche: plane Werkstücke können glatt sein, müssen aber nicht.
Planieren ist ein Umformverfahren. Planiert wird sowohl Halbzeug als auch als Produktionszwischenschritt, um etwa Materialverspannungen zu korrigieren, die aus vorherigen Arbeitsvorgängen resultieren. Auch in der Reparatur werden solche Verfahren angewendet.
Das Planieren ist in erster Linie für flächige Werkstücke von Bedeutung, besonders für Bleche, aber auch für Papiere und Kartonwerkstoffe.
Planiert werden kann durch folgende Fertigungsverfahren:
- Ausrichten, Flachrichten
- Richtprägen
- Glätten (Feinplanieren)
- Plantreiben (Planieren durch Materialausdünnung mit allfälligem nachherigen Zuschnitt)
- Stauchen (Planieren durch Materialverdickung, bei größflächigerem Korrigieren von Verbeulungen)[1]
- Spannen.

Typische ebene Werkzeuge sind etwa Walzen (bzw. Kalander bei Papier) oder Hämmer. Handwerkzeug ist etwa der Planierhammer (Richthammer), der in der Feinblecharbeit verwendet wird; hier werden durch fachkundige Anwendung sowohl formgebende, treibende als auch stauchende Schläge kombiniert, um plane Werkzstücke zu erzeugen.